# Mari Nallos
Marri o Mari Nallos es una cantante y baladista de música jazz y pop filipina. Ella nació en Roma, Italia, pero es hija de padres filipinos aunque actualmente vive en Londres, Reino Unido, ya que en su niñez también ha vivido en Manila, Filipinas, país de origen de sus progenitores. Ella fue descubierta por Inday Badiday y George Canseco, que describió como tener una voz de cristal después de que vieron en Marri en uno de sus conciertos en Hyatt 's Bar Calesa en el año 2000. Ella firmó un contrato en virtud de la Estrella Records con su primer sencillo que fue "Alipin Mo Ako". Dicho álbum no tuvo éxito Luego, lanzó su segundo álbum bajo la producción de Universal Records llamado simplemente "Marri Nallos", con el tema musical "hacer el amor de la nada", escrita y compuesta por Jim Steinman lo cual fue su primer sencillo. Su primer EP titulado "Destino" de ADC Música y Ocio Publishing ha distribuido por VIVA Records. Los cortes en el álbum son "Tú eres mi destino", a dúo con Juan Rodrigo, "Gaan", compuesta por George Canseco, la versión de "Hacer el amor de la nada en el All", "pa Ikaw esp Mamahalin Rin" y " No quise decir con hacerle daño a usted. " Ella acaba de publicar ante el Parlamento Europeo, la canción titulada "La voz de cristal de Asia." El álbum contiene también otra versión, (previsto para ser un hit), de la popular canción de John Lennon, "Imagine" y otra reedición de Paul Anka canción "Tú eres mi destino" un número dúo con Juan Rodrigo. Ella se graduó de la Academia de Música de Londres y del Arte Dramático con honores. "The Crystal Voice of Asia". "La voz de cristal de Asia", está siendo distribuido por Sony BMG Records. 

## Discografía
- Mari
- Marri Nallos
- Destino (single)
- La voz de cristal de Asia (single)
- Dahil Mahal Kita